# Prawo gospodarcze
Ten artykuł należy dopracować:

przedstawiono sytuację tylko z polskiej i radzieckiej perspektywy – artykuł powinien być przekrojowy.
Pomóż go poprawić. 
Prawo gospodarcze – zwyczajowe określenie dziedzin prawa regulujących działalność gospodarczą. Zazwyczaj określenie to obejmuje prawo gospodarcze prywatne oraz prawo gospodarcze publiczne, często jednak bywa synonimem publicznego prawa gospodarczego.
W systemie prawnym Związku Radzieckiego, prawo relacji gospodarczych stanowiło jednolitą dyscyplinę, odrębną od prawa karnego i cywilnego. Celem prawa gospodarczego była regulacja relacji mających swe źródło w działalności gospodarczej.

## Prawo gospodarcze jako odrębna gałąź prawa
Teoria niezależności prawa gospodarczego została przyjęta podczas XXI Kongresu Komunistycznej Partii Związku Radzieckiego w 1959 r. Po zakończeniu debaty, propozycja ta została skodyfikowana dekretami Komunistycznej Partii Związku Radzieckiego oraz Rady Ministrów ZSRR w latach 1970–1975 oraz sfinalizowana w konstytucji ZSRR z 1977 r.
Teoria ta odpowiadała zapoczątkowanemu w 1917 roku modelowi państwa regulującego i reglamentującego działalność gospodarczą, pełniącego jednocześnie funkcje pracodawcy, regulatora, mediatora i sędziego. W modelu tym brak jest miejsca na inne niż przewidziane dla podmiotów państwowych formy prowadzenia działalności gospodarczej. Taka wizja gospodarki nie przewidywała niezależnego arbitrażu czy wolnego kształtowania stosunków prawnych między uczestnikami obrotu gospodarczego (będącymi przejawem działalności gospodarczej państwa). W takiej sytuacji nie ma znaczenia, czy regulacje prawne mają charakter publiczno- czy prywatnoprawny, istnieje jedna regulacja zwana prawem gospodarczym.

### Prawo gospodarcze w Polsce
Prawo gospodarcze było koncepcją lansowaną przez ZSRR oraz komunistyczną Czechosłowację. Po 1945 roku, wraz z narzuceniem komunistycznej doktryny gospodarczej, zostało ono wprowadzone także w Polsce. Po roku 1989 pojęcie przestało mieć rację bytu – wraz z upadkiem systemu komunistycznego podstawy ideologiczno-ustrojowe tej konstrukcji przestały istnieć. Pojawiły się wówczas prywatne podmioty obrotu gospodarczego, a państwo zaczęło na powrót ograniczać swą rolę w gospodarce. Doktryna polska powróciła zatem do źródeł przedwojennych – poglądu zakładającego, iż prawna regulacja działalności gospodarczej różni się strukturalnie i organizacyjnie w zależności od tego, czy jej przedmiotem jest władztwo państwa w gospodarce i jego granice (wówczas posługiwać się należy instrumentarium właściwym dla prawa publicznego), czy też regulacja stosunków pomiędzy uczestnikami obrotu gospodarczego (dla których odpowiednie jest instrumentarium właściwe dla prawa prywatnego).
Obecnie działalność gospodarcza jest regulowana przez dwie dziedziny prawa:
- prawo gospodarcze publiczne
- prawo gospodarcze prywatne (prawo handlowe).

Po wprowadzeniu ustawy nacjonalizacyjnej, większość przedsiębiorstw stała się własnością państwową, przez co instrumenty cywilnoprawne straciły na znaczeniu. Poza okresem lat pięćdziesiątych, oficjalnie istniała „umowa” jako forma stosunków cywilnoprawnych, lecz trudno przyznać jej taki charakter ze względu na brak swobody stron wynikający z obowiązku zawierania umów (wiążący się z funkcjonowaniem tzw. „decyzji o przydziale”, będącej decyzją administracyjną). Rozstrzyganiem sporów zajmował się istniejący do 1990 roku Państwowy Arbitraż Gospodarczy (choć główną cechą arbitrażu jest odrębność od struktur państwowych).
Po 1989 roku rozpoczęto proces usuwania z polskiego systemu prawnego pojęć związanych z gospodarką nakazowo-rozdzielczą, takich jak jednostka gospodarki uspołecznionej, państwowy arbitraż gospodarczy, organizacje gospodarcze i organizacje społeczne ludu pracującego miast i wsi czy obowiązek kontraktowania (istniejący do dziś w minimalnym zakresie: patrz umowa przewozu). Jednocześnie zaczęto przywracać przedwojenne instytucje prawa handlowego, uchylone przez władze komunistyczne, oraz przejmować wykształcone po wojnie instytucje z systemów zachodnich, rozwijających się w systemie gospodarki rynkowej. Ograniczanie obecności państwa w gospodarce wciąż nie zostało ukończone.
Istnieją wciąż wydziały prawa, na których funkcjonują katedry i zakłady prawa gospodarczego, co wynika jednak z niedoborów kadrowych, uniemożliwiających uruchomienie oddzielnych jednostek.